# Euxoa itodes
Euxoa itodes là một loài bướm đêm trong họ Noctuidae.